# Anioł Śmierci (film 2013)
Anioł Śmierci (hiszp. Wakolda) – argentyńsko-hiszpańsko-norwesko-francuski dramat historyczny z 2013 roku w reżyserii Lucii Puenzo. Zdjęcia kręcono w Bariloche i Buenos Aires.
Film został osadzony w kontekście historycznym Argentyny za rządów Juana Peróna, kiedy udzielano tam masowo schronienia zbrodniarzom nazistowskim, w tym lekarzowi z Auschwitz – Josefowi Mengele. Obraz jest adaptacją powieści Lucíi Puenzo pt. Wakolda z 2011 roku.
W polskich kinach film miał premierę 14 lutego 2014 roku.

## Fabuła
Historia doktora Josefa Mengele ukrywającego się po wojnie w Argentynie. Jest rok 1962, zbrodniarz żyje w spokoju ukrywając się w rodzinie, w której dwunastoletnia dziewczynka ma problemy ze wzrostem, a jej matka jest w bliźniaczej ciąży. Mengele od razu zauważa w nich idealne okazy do swoich badań, a obsesyjna skłonność do eksperymentowania powoduje, że testuje na nich swój hormon wzrostu.

## Obsada
- Àlex Brendemühl jako Josef Mengele
- Natalia Oreiro jako Eva
- Diego Peretti jako Enzo
- Florencia Bado jako Lilith
- Elena Roger jako Nora Edloc
- Guillermo Pfening jako Klaus
- Alan Daicz jako Tomás
- Ana Pauls jako Nurse
- Abril Braunstein jako Ailín
- Juani Martínez jako Otto

i inni.